# Hymenophyllum macrothecum
Hymenophyllum macrothecum är en hinnbräkenväxtart som beskrevs av Fée. Hymenophyllum macrothecum ingår i släktet Hymenophyllum och familjen Hymenophyllaceae. Inga underarter finns listade.